# Cowboy-Laila
Laila Preikschas Nygjerdet, född 12 februari 1943 i Bergen, mer känd som Cowboy-Laila, är en norsk countryartist, bosatt i Løten i Hedmark. Hennes liv skildras i biografin Cowboy-Laila – med døra på gløtt (1993) av Torbjørn Bakken. Hennes något turbulenta liv återspeglas i hennes musik, då hon skriver alla texter och melodier själv. Laila skivdebuterade 1980 med albumet Gi en liten blomst. 

## Diskografi
- 1980 Gi en liten blomst
- 1988 Purple Heart
- 1990 Veien hjem
- 2005 Sigøyner Cowboy